# Пашкова Ольга Леонідівна
Ольга Леонідівна Пашкова (рос. Ольга Леонидовна Пашкова; нар. 2 січня 1966, Москва, СРСР — пом. 7 квітня 2021, Москва, Росія) — радянська і російська актриса театру і кіно. Народна артистка Російської Федерації (2006). Лауреат Премії Уряду Російської Федерації (2006).

## Життєпис
Ольга Пашкова народилася 2 січня 1966 року в Москві.
У 1987 році закінчила Вище театральне училище імені М. С. Щепкіна (курс Юрія Соломіна та Миколи Анненкова).
Після закінчення училища прийнята в трупу Малого театру, в якому працювала до кінця життя.
У 1998 році присвоєно звання «Заслужена артистка Російської Федерації», а в 2006 році — «Народна артистка Російської Федерації». Лауреат премії Уряду Російської Федерації в галузі культури (2006) — за виставу за п'єсою О. М. Островського «На будь-якого мудреця досить простоти».
Знімалася в кіно й працювала на телебаченні. Брала участь як оповідач у концертах класичної музики, організованих благодійним фондом «Бельканто».
Померла в Москві 7 квітня 2021 року на 56-му році життя після тривалої хвороби. Похована на Троєкурівському кладовищі в Москві (21 діл.).

## Театральні роботи

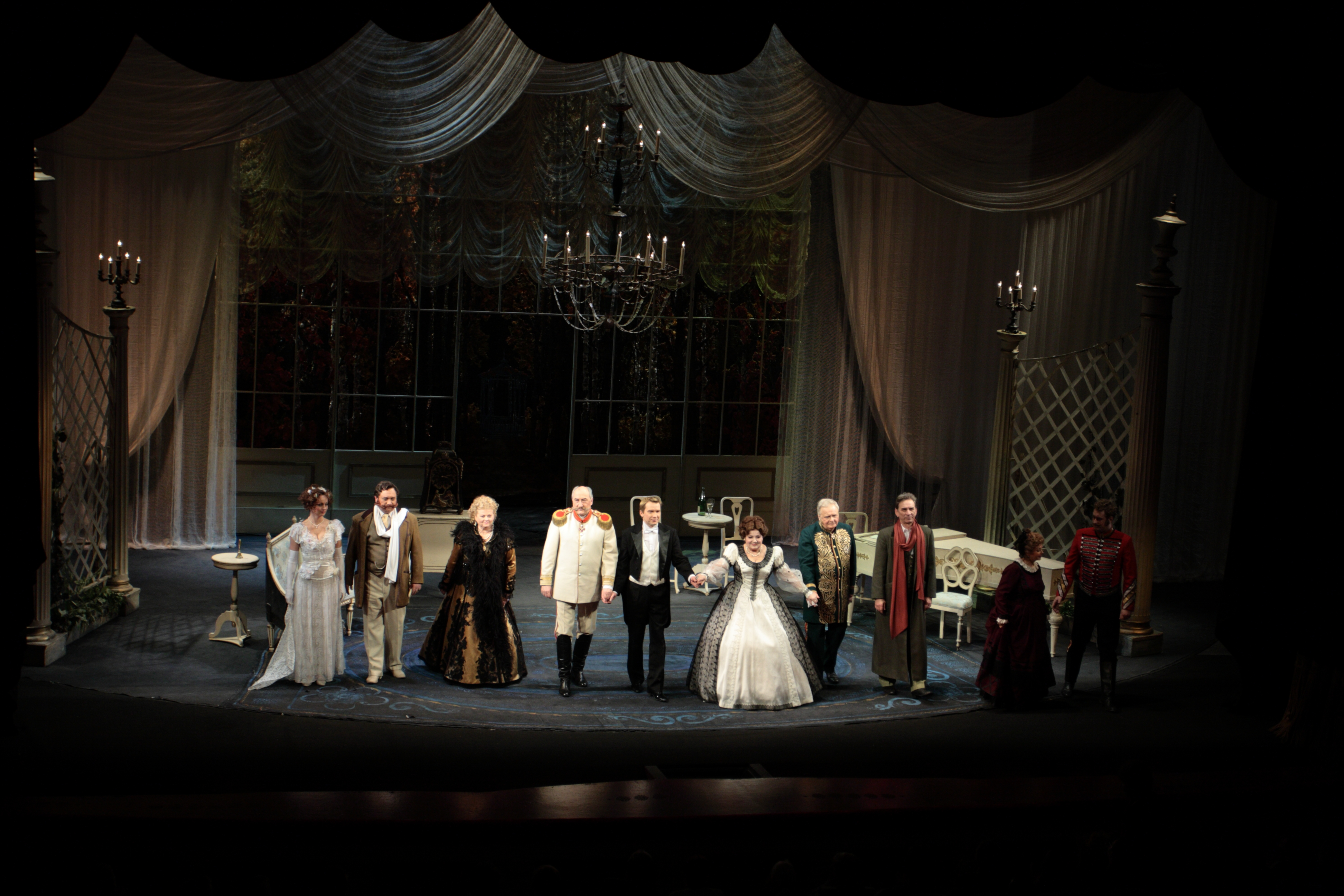
Малий театр. Спектакль «На будь-якого мудреця досить простоти». Ольга Пашкова в ролі Машеньки крайня зліва, 2009 рік

- Анюта, Юлія Василівна, Варвара Петрівна — «Зі спогадів ідеаліста», А. П. Чехов (1986)
- Аня — «Діти Ванюшина», С. А. Найдьонов (1987)
- Поліна — «Прибуткове місце», А. М. Островський (1987)
- Танцівниця — «Сірано де Бержерак», Е. Ростан (1987)
- Служанка — «Недоросль», Д. І. Фонвізін (1987)
- Вікторія — «Вибір», Ю. Бондарєв (1987)
- Дея — «Людина, яка сміється», В. Гюго (1987)
- 3-тя княжна — «Лихо з розуму», А. С. Грибоєдов (1987)
- Таня — «Гра», Ю. Бондарєв (1988)
- Еріка — «Будинок на небесах», І. Губач (1988)
- Ніка — «Гості», Л. Зорін (1988)
- Люба, дочка Саринцевих — «І Світло у темряві світить» (1988)
- Берта — «Батько», А.Стріндберг (1989)
- Агнія — «Не все коту масляна», А. Н. Островський (1989)
- Анастасія Миколаївна, Ольга Миколаївна — «…Й аз воздам», С. Кузнєцов (1990)
- Люсіль — «Міщанин у дворянстві», Ж.-Б. Мольєр (1990)
- Соня, Олена Андріївна — «Лісовик», А. П. Чехов (1991)
- Амалія — «Вбивство Гонзаго», Н. Йорданов (1991)
- Ефросинія, Марія Гамільтон — «Цар Петро й Олексій», Ф.Горенштейн (1992)
- Зінаїда Москальова — «Дядечковий сон», Ф. М. Достоєвський (1992)
- Сінна дівчина, княжна Мстиславська — «Цар Федір Іоаннович», А. К. Толстой (1993)
- Флорестіна — «Злочинна мати, або Другий Тартюф», П. Бомарше (1994)
- Олена — «Чудаки», М. Горький (1996)
- Олімпіада Самсонівна — «Свої люди — розрахуємося», О. М. Островський (1996)
- Ізабелла — «Таємниці Мадридського двору», Е. Скриб, Е. Легуве (1997)
- Наталія Петрівна Сізакова — «Трудовий хліб», О. М. Островський (1998)
- Наталія Дмитрівна — «Лихо з розуму», А. С. Грибоєдов (2001)
- Глаіра — «Пучина», О. М. Островський (2001)
- Машенька — «На будь-якого мудреця досить простоти», О. М. Островський (2002)
- Баронеса де Ратіньєр — «Таємничий ящик», П. А. Каратигіна (2003)
- Маша — «Три сестри», А. П. Чехов (2003)
- Матильда Спина — «Божевільний, божевільний Генріх», Л. Піранделло (2008)
- Пані Воссар — «Спадкоємці Рабурдена», Е. Золя (2011)
- Клавдія — «Діти Ванюшина», С. А. Найдьонов (2012)
- П'єретта — «Вісім люблячих жінок» (2015)
- Олена Іванівна Попова — «Весілля, весілля, весілля!» (2017)

## Фільмографія
- 1989 — Воно — Олена Осипова
- 1992 — Біси — гарненька дамочка
- 1997 — Злодій — артистка
- 2000 — Артист і майстер зображення — Таня, подруга дитинства Башликова
- 2001 — Оповідь про Федота-Стрільця — Маруся
- 2003 — Північний сфінкс — імператриця Єлизавета
- 2004 — Повернення Мухтара — Ісаєва (епізод «Приватні детективи»)
- 2004 — До вас прийшов ангел ... — в епізоді
- 2008 — Пастка — Олександра Яновська
- 2012 — Злагода та любов — Жанна